# Chelifera angusta
Chelifera angusta är en tvåvingeart som beskrevs av Collin 1927. Chelifera angusta ingår i släktet Chelifera och familjen dansflugor. Inga underarter finns listade i Catalogue of Life.